# Pieter De Roeck
Pieter De Roeck (Antwerpen, 8 september 1862 - aldaar, 8 november 1931) was een Belgisch beeldhouwer.
Pieter De Roeck was een zoon van Johannes de Roeck en Lucia Somers. Hij leerde beeldhouwen bij Jan-Baptist van Wint. Hij trouwde met Mathilda Van Gorp met wie hij zes kinderen kreeg, vier zonen en twee dochters. Twee daarvan, Frans en Alfons, assisteerden zelf als beeldhouwer Pieter De Roeck en waren ook later zelfstandig actief.  
In het westelijk portaal van de Onze-Lieve-Vrouwekathedraal is een laatste oordeel beeldengroep aangevat door Van Wint maar na diens overlijden werden acht heiligenbeelden nog afgewerkt door De Roeck. De Roeck maakte ook ten minste één (mogelijk meer) heiligenbeelden voor de Heilige Familie en Sint-Corneliuskerk van Borgerhout, vergulde beelden voor de Antwerpse Sint-Michiel-en-Sint-Petruskerk en het missiekruis voor de Antwerpse Sint-Antoniuskerk. Samen met zijn zoon Frans maakte hij enkele beelden in de tuin van de basiliek van Edegem. Zoon Frans maakte er in 1934 een nieuwe kruisweg. Een standbeeld van zijn hand van koning Albert I staat in de Zwaluwenlei in Edegem. 